# آلایوش کشرو
آلایوش کشرو (مجاری: Keserű Alajos؛ ۸ مه ۱۹۰۵ – ۳ مه ۱۹۶۵) بازیکن واترپلو اهل مجارستان بود.
وی در مسابقات کشوری و بین‌المللی در مجموع برندهٔ ۱ مدال طلا، ۱ مدال نقره شده‌است.